# Pico Pileñes
El pico Pileñes o Peña Pileñes es una montaña de la cordillera Cantábrica. Mide 2019 metros de altitud y se ubica en el concejo asturiano de Ponga. Pertenece al parque natural de Ponga y se integra en el cordal montañoso de dicho concejo que marca la divisoria con León, aunque el pico Pileñes forma parte de una estribación cuya cima se halla en Asturias.    
En línea recta, dista 1,5 km de Peña Ten, considerada como una de las elevaciones más destacadas de la Cordillera. Esta montaña y el pico Pileñes forman una especie de pareja, puesto que se localizan muy próximas entre sí y, cuando se visualiza una desde alguna cumbre elevada, también se visualiza la otra.
Es tal la proximidad y relación entre ambas montañas que un dicho popular en lengua asturleonesa se refiere a ellas así: ´´Ten y Pileñes, buen par de peñes. Ten pa les cabres. Pa les oveyes, Pileñes``.

## Rutas de acceso
Las rutas habituales de montañismo para acceder al pico Pileñes pasan por el puerto de Ventaniella, ya sea desde La Uña (León) o desde Sobrefoz (Asturias).